# Fondazione Banco di Napoli
La Fondazione Banco di Napoli è una fondazione bancaria dotata di una propria autonomia a seguito della trasformazione del Banco di Napoli (istituto di diritto pubblico operante nel settore del credito nel Mezzogiorno d'Italia) in società per azioni, sulla base della Legge Amato del 1990.
Oggi la Fondazione Banco di Napoli è un ente no profit, privato e autonomo che persegue fini di interesse sociale e di promozione dello sviluppo economico e culturale nelle regioni meridionali italiane.
Ha sede nel centro storico di Napoli, nel cinquecentesco Palazzo Ricca, dove operava il Banco dei Poveri; si trova nello stesso palazzo anche l’Archivio Storico del Banco di Napoli, di proprietà della Fondazione. 

## Storia
La storia della Fondazione ha la sua origine con la nascita dei banchi pubblici dei luoghi pii, sorti a Napoli tra il XVI e XVII secolo. La prima delle opere pie a svolgere attività bancaria fu il Monte di Pietà fondato, nel 1538, con lo scopo filantropico del prestito su pegno senza interessi. Più tardi, il Monte aprì una cassa di depositi, che fu riconosciuta con bando vicereale nel 1584. A seguire, si attivarono, per il riconoscimento a banco pubblico, altri sette istituti: il Sacro Monte e Banco dei Poveri (1563); il Banco Ave Gratia Plena o della Santissima Annunziata (1587); il Banco di Santa Maria del Popolo (1589); il Banco dello Spirito Santo (1590); il Banco di Sant’Eligio (1592); il Banco di San Giacomo e Vittoria (1597); il Banco del Santissimo Salvatore (1640), l’unico a perseguire ab origine fini di lucro. Nel 1794, Ferdinando IV di Borbone riunì tutti i pubblici banchi in un Banco Nazionale di Napoli, che non ebbe però vita autonoma.
I banchi, dopo successive soppressioni e tentativi di fusione, durante il periodo napoleonico, confluirono, nel 1809, nel Banco delle Due Sicilie. Con l’Unità d’Italia, nel 1861, il Banco delle Due Sicilie assunse la denominazione Banco di Napoli ed iniziò ad emettere la moneta del Regno d’Italia per i successivi 65 anni. Nel 1926 assunse la qualifica di Istituto di credito di diritto pubblico e un maggior ruolo nello sviluppo del Mezzogiorno.
Il primo luglio 1991 l’Istituto di credito di diritto pubblico attuò la Legge Amato del 1990, che consentì alle banche pubbliche di divenire società per azioni, trasformandosi in Istituto Banco di Napoli di Diritto Pubblico e conferendo alla società Banco di Napoli s.p.a. il complesso delle attività creditizie. Nel 2016, a seguito di alcune modifiche statutarie l’Istituto ha assunto l’attuale denominazione di Fondazione Banco di Napoli.
La Fondazione Banco di Napoli non ha più rapporti di proprietà con il Banco di Napoli che, sul finire degli anni novanta, ha seguito un destino commerciale separato dalla vita della Fondazione stessa.
Il 3 aprile 2018 il ministero del Tesoro ha commissariato, per la prima volta nella storia italiana, la Fondazione Banco di Napoli nominando commissario Giovanni Mottura, presidente nazionale degli amministratori giudiziari. Designato fino alla fine di luglio 2018 per realizzare un'indagine sull'istituto partenopeo dopo una serie di esposti firmati da componenti del Consiglio generale in merito ad investimenti dubbi.

## Attività
La Fondazione Banco di Napoli persegue fini di interesse sociale e di promozione dello sviluppo economico e culturale. I settori di intervento sono quelli della ricerca scientifica e tecnologica, dell’educazione e della formazione, dell’arte e dei beni culturali, del volontariato e della filantropia.
Tra le principali attività previste dallo statuto anche una mission privilegiata: la gestione, la tutela e la valorizzazione dell’Archivio Storico del Banco di Napoli, il più grande archivio di natura bancaria al mondo, ereditato nella scissione dal Banco di Napoli, insieme alla biblioteca e all’emeroteca. Qui sono raccolti le scritture degli antichi banchi pubblici capaci di dischiudere 500 anni di storia napoletana, meridionale, italiana, europea e di paesi extra-europei. Per ottemperare a quest’ultimo obiettivo la Fondazione ha, dal 2016, un ente strumentale apposito: la Fondazione ilCartastorie, incaricata di gestire l’omonimo museo.
Nel medesimo periodo la Fondazione ha patrocinato la nascita di Meridonare srl, piattaforma di crowdfunding, per facilitare i suoi interventi nel campo del sociale.

## Elenco Presidenti
- Luigi Coccioli
- Ferdinando Ventriglia
- Gustavo Minervini
- Roberto Marrama
- Adriano Giannola
- Daniele Marrama
- (dal 3 aprile 2018 il commissario Giovanni Mottura)
- Rossella Paliotto
- Orazio Abbamonte

## Elenco Direttori Generali
- Ferdinando Ventriglia
- Franco Serpieri
- Aldo Pace
- Antonio Minguzzi
- Ciro Castaldo